# Birkegårdens Haver
Birkegårdens Haver er et 33.000 m2 stort haveanlæg beliggende i Tågerup, få kilometer øst for Ruds Vedby. Anlægget blev indviet i juli 1996, og er ejet og drevet af ægteparret Merry og Finn Sørensen. Det er Kalundborg Kommunes mest besøgte turistattraktion, med 41.000 betalende gæster i 2015.
Anlægget har blandt andet fem forskellige havetyper, hvor den japanske have på 10.000 m2 er landets største. Udover haver og planter, findes blandt andet dyr som mohairgeder, camerounfår og hængebugsvin.